# Edmond Ladoucette
Pour les articles homonymes, voir Ladoucette.
Edmond Étienne Ladoucette (1854-1910) est un écrivain français, spécialisé dans le roman populaire à caractère historique et sentimental.

## Biographie
D'origine parisienne, fils d'Étienne Ladoucette (né à Saint-Nicolas-de-Port) et de Héloïse Joséphine Hocquard, Edmond commence à produire des romans en feuilletons, publiés dans la presse à partir du début des années 1890. Son premier succès populaire, La Tour d'Auvergne, premier grenadier de France, commence d'être diffusé sous la forme de fascicules vendus dix centimes pièce, à partir de septembre 1894, par La Dépêche, en même temps que les productions de Jules Mary. L'année suivante, son roman Le Petit Caporal sort chez l'éditeur-libraire parisien H. Geffroy, situé 222 boulevard Saint-Germain, qui va lui rester un temps fidèle, et qui est spécialisé dans les romans populaires qu'il promeut à grand renfort de publicités (affiches, encarts, etc.) ; Michel Morphy est entre autres l'un de ses auteurs à succès.
En 1891, Edmond Ladoucette avait épousé en premières noces, Héloïse Renée Véronge-Delanux, issue d'une famille originaire de l'île de la Réunion. Il épouse ensuite en secondes noces, en janvier 1907, l'artiste lyrique Louise Julie White (décédée en 1960), également originaire de La Réunion,.
En 1896, sort son roman Le Masque de fer, qui reste son plus gros succès.
La plupart de ses romans, après 1900, sont publiés chez A. Fayard, et paraissent en extraits dans Le Journal des romans populaires illustrés, Les romans inédits, ou encore La Vie populaire.
Il meurt à son domicile, 89 rue Boileau, le 28 avril 1910.

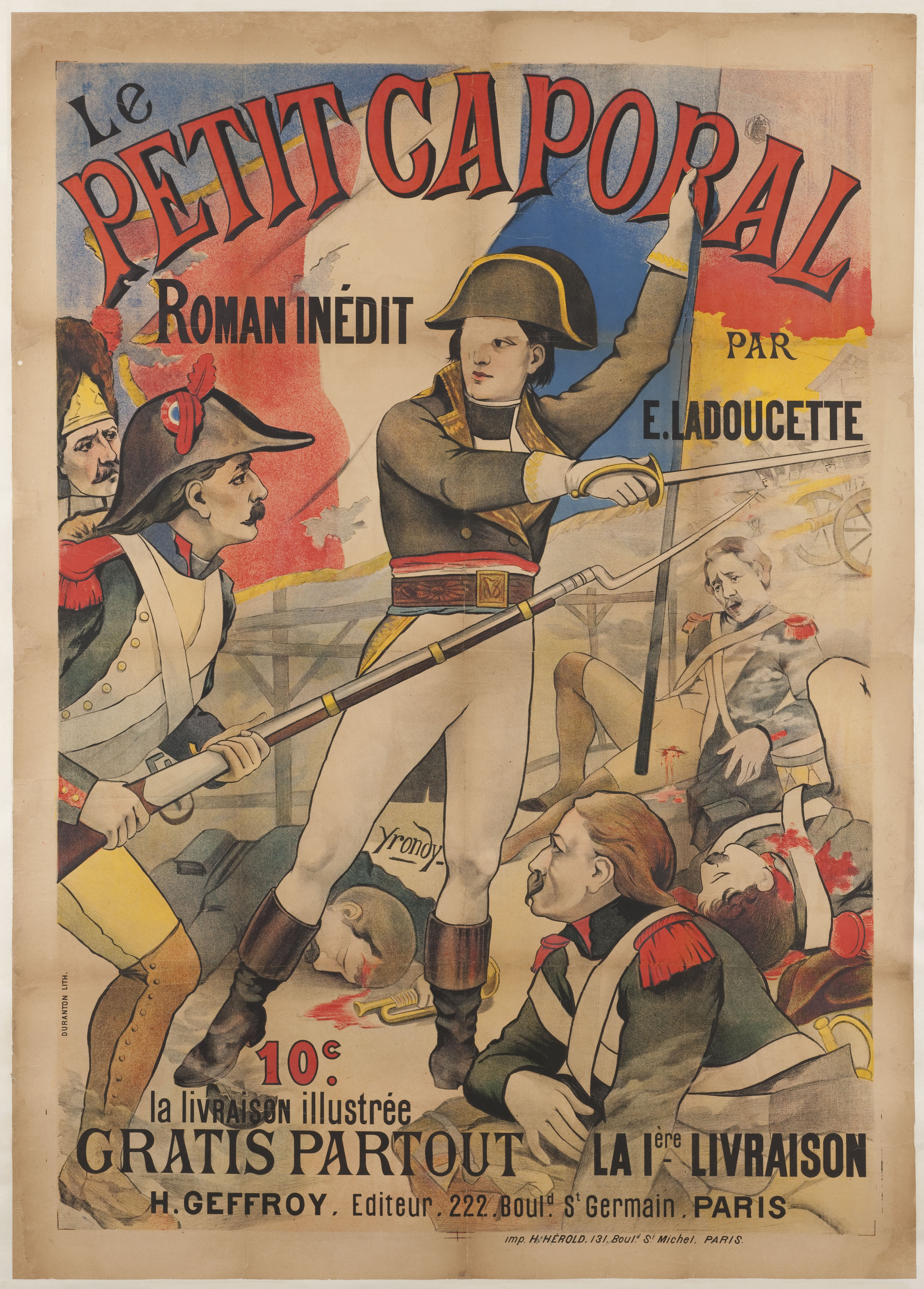
Le Petit Caporal, affiche lithographiée signée Édouard Yrondy, 1895.

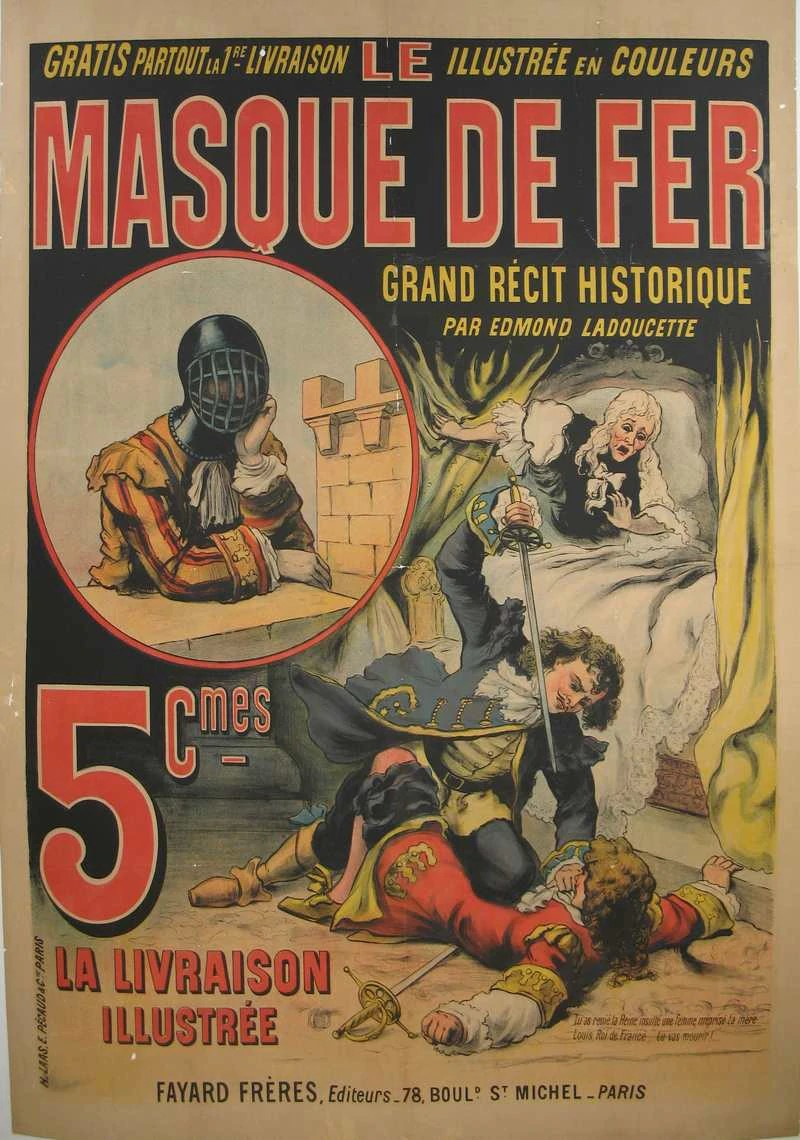
Le Masque de fer, affiche lithographiée d'A. Bonnard, avant 1900.

## Romans publiés
- Le Petit Caporal, Paris, H. Geffroy, 1895.
- Le Masque de fer, Paris, H. Geffroy, 1896 ; nombreuses rééditions.
- La Tour d'Auvergne, premier grenadier de France, Paris, H. Geffroy, 1897.
- Les amours de Manon, Paris, A. Fayard frères, 1898.
- Rose Printemps, in: Les romans inédits, janvier 1900.
- Souvenirs d'un enfant de troupe, in : Les récréations de la jeunesse, avril 1903.
- Le Roi des Halles[8], in: La Petite République, juillet 1906 - mars 1907.
- Les quatre sergents de La Rochelle, 1907.
- L'Amour et l'Argent, coll. « Le Livre universel », 1907.
- Les secrets du cœur, Bibliothèque du livre universel, no 18, 1908.
- Les mensonges de l'amour, Bibliothèque du livre universel, no 19, 1908.